# Ranby (Lincolnshire)
Pour les articles homonymes, voir Ranby.
Ranby est une paroisse civile et un village du Lincolnshire, en Angleterre.